# Pierre-Octave Ferroud
Pierre-Octave Ferroud fue un compositor francés de música clásica nacido el 6 de enero de 1900 y fallecido el 17 de agosto de 1936. 

## Biografía
Nació en Chasselay, Rhône, cerca de Lyon. Se fue a Estrasburgo para efectuar el servicio militar (1920-22), donde estudió con Guy Ropartz, y posteriormente regresó de nuevo a Lyon, donde durante un tiempo se relacionó y fue discípulo de Florent Schmitt, y alumno de Georges Martin Witkowski. En 1922, obtuvo con Adrien Rougier el Premio de composición de la Sociedad de los Grandes Conciertos de Lyon con su "Sarabande". Luego viajó a París en 1923, donde más tarde fundaría con Henry Barraud, Jean Rivier y Emmanuel Bondeville el conjunto de cámara Le Triton en 1932. 
En 1934 obtuvo el Premio Blumenthal.
En una carta a Boris Asafiev, Serguéi Prokófiev describió su encuentro con Ferroud, elogiando su Sinfonía en La. El resto de la obra de Ferroud le impresionó algo menos.
Ferroud escribió la obra biográfica Autour de Florent Schmitt sobre su mentor Florent Schmitt, quién murió 31 años después de su publicación en 1958. 
Ferroud era un colaborador habitual de revistas musicales como Musique et theatre y Chantecler y ensayos para la revista Paris-Soir. Su música denota influencias de la de los compositores contemporáneos de Europa central, especialmente de Bartok.
Murió en un accidente de carretera en Debrecen, Hungría. Al enterarse de la muerte de Ferroud, su amigo Francis Poulenc escribió a Georges Auric sobre esta tragedia.

## Obra
- Andante cordial
- Types (Vieux Beau - Bourgeoise de qualité - Businessman) (1922-1924)
- Foules (1922-1924)
- Sérénade
- Chirugie 1927 (opéra-comique)
- Jeunesse (1929-1933) (ballet en deux tableaux)
- Chansons de Fous
- Sonnerie pour le Hérault (1935)
- Le Porcher (1924) {ballet}
- L'éventail de Jeanne (1927) (ballet)
- Monte-Carlo (1928)
- Sérénade pour orchestre (1927)
- Symphonie en La (1930)Sarabande"
- Chirurgie vers. orchestrale (1930)
- Trois pièces pour flûte seule (1920-1921)
- Spiritual (1926)
- Sonate pour violon et piano (1929)
- Sonate pour violoncelle et piano (1930)
- Trio à vent en mi (1933)
- Quatuor à cordes (1932-1936)
- Sarabande(1920/1926)
- Au parc Monceau (1921-1925)
- Sarabande pour piano (1920)
- Sarabande pour orchestre (1920-1926)
- Sonatine en ut dièse (1928)
- Tables (1931)
- A contre-coeur (1922-1925)
- Cinq poèmes de P. J. Toulet (1927)
- Cinq poèmes de Paul Valéry (1929)
- Trois chansons de J. Supervielle (1932)
- Trois poèmes intimes de Goethe (1932)